# Chayamaritia
Chayamaritia, biljni rod iz porodice gesnerijevki. Pripadaju mu tri vrste iz Indokine (Laos, Tajland i Vijetnam) 

## Opis
Chayamaritia je rod opisan 2015 sa dvije vrste, C. smitinandii i C. banksiae. C. smitinandii je prije bio smješten u rod Chirita, a zatim prebačen u Henckeliju u reorganizaciji Weber et al. (2011.). Rad koji je uslijedio identificirao je novu vrstu blisku S. smitinandii i doveo do dubljeg razumijevanja taksonomskih i biogeografskih granica Henckelije. To je rezultiralo stvaranjem novog roda, Chayamaritia, i pripisivanjem ove dvije vrste njemu. Nije poznato da se niti jedna vrsta uzgaja.  Godine 2021. otkrivena je u Vijetnamu treća vrsta, Chayamaritia vietnamensis.

## Vrste
1. Chayamaritia banksiae D.J.Middleton
2. Chayamaritia smitinandii (B.L.Burtt) D.J.Middleton
3. Chayamaritia vietnamensis F.Wen, T.V.Do, Z.B.Xin & S.Maciej.